# Pelourinho de Provesende
O Pelourinho de Provesende é um pelourinho localizado no Largo da Praça de Provesende, na atual freguesia de Provesende, Gouvães do Douro e São Cristóvão do Douro, no município de Sabrosa, distrito de Vila Real, em Portugal.
Pelourinho elaborado nos séculos XVI a XVIII, em cantaria. Na gaiola está inscrito 1578, como data da provável construção. No catavento metálico que encima a gaiola está recortado 1765, data correspondente a alguma reforma. 
Em estilo manuelino de gaiola quadrangular, com ângulos sensivelmente avançados e facetados e em cada uma das faces vão rectangular, coroada por quatro pilaretes rematados em florão e elemento cónico ao
centro. Fuste octogonal e chanfros na zona inferior, com 5 degraus, integrando base quadrada, capitel tronco-piramidal quadrado invertido suportando gaiola quadrangular, encimado por catavento setecentista.  Estruturalmente, a gaiola possui afinidades com a do pelourinho de Vila Real.
O Pelourinho de Provesende está classificado como Imóvel de Interesse Público desde 1933.